# Kostel svatého Petra a Pavla (Horní Újezd)
Kostel svatého Petra a Pavla v Horním Újezdě je farním kostelem farnosti Horní Újezd u Třebíče. Kostel je chráněn jako kulturní památka České republiky.
U kostela se nachází hřbitov. Kostel se nachází asi 8 km na jihozápad od Třebíče. Do farnosti Horní Újezd patří také obce Kojetice, Mikulovice a Výčapy. Kromě farního kostela sv. Petra a Pavla má farnost ještě filiální kaple sv. Václava v Kojeticích a sv. Cyrila a Metoděje ve Výčapech. Ve věži farního kostela je zvon z r. 1509.

## Historie

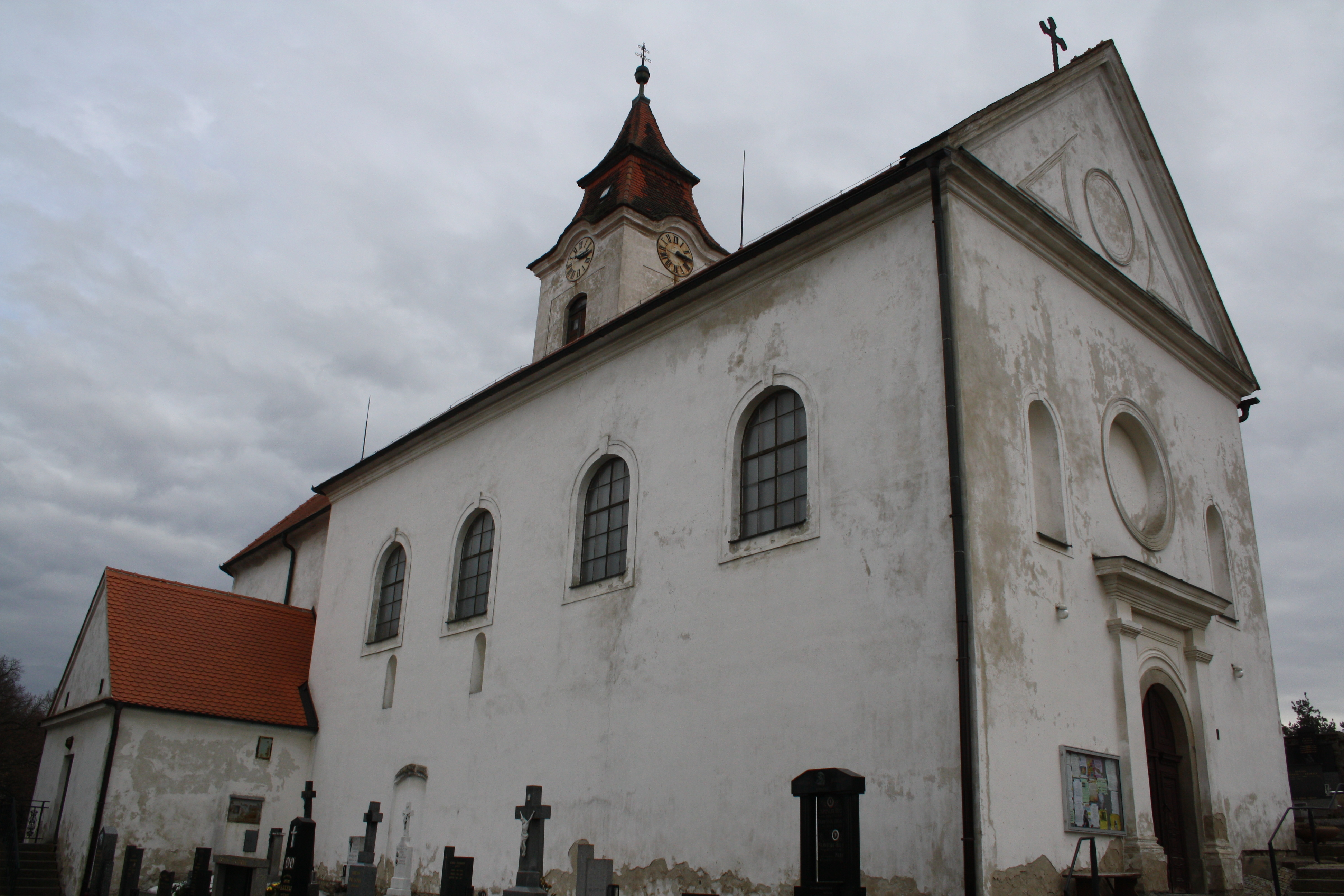
Celkový pohled

Románské jádro kostela pochází z 13. století, v gotickém sluhu byl upraven, na počátku 16. století byla ke kostelu přistavěna věž a v roce 1509 byl do věže instalován zvon. Další přestavba proběhla v 18. a 19. století. V 70. letech 20. století byl zničen oltář, kazatelna a boční oltáře, v kostelu také byla podlaha zalita betonem. V roce 2005 byl částečně obnoven starý oltář, protože byla nalezena v Rakousku původní socha sv. Metoděje. V roce 2013 byl kostel komplexně rekonstruován, byla opravena fasáda, ciferník věžních hodin a byl vymalován interiér stavby.

## Popis
Kostel je jednolodní orientovanou stavbou s polygonálním závěrem kněžiště, jeho součástí je čtyřboká věž na jižní straně kostela. Na boční straně kostela jsou 4 půlkruhově zaklenutá okna. V přízemí věže se nachází pravoúhlý vchod ve výklenku. Věž je do prvního patra zešikmena, druhé patro je obdélné s okny. Patro se zvonicí má také okna a je ohrazeno římsou.